# Robert H. Dennard

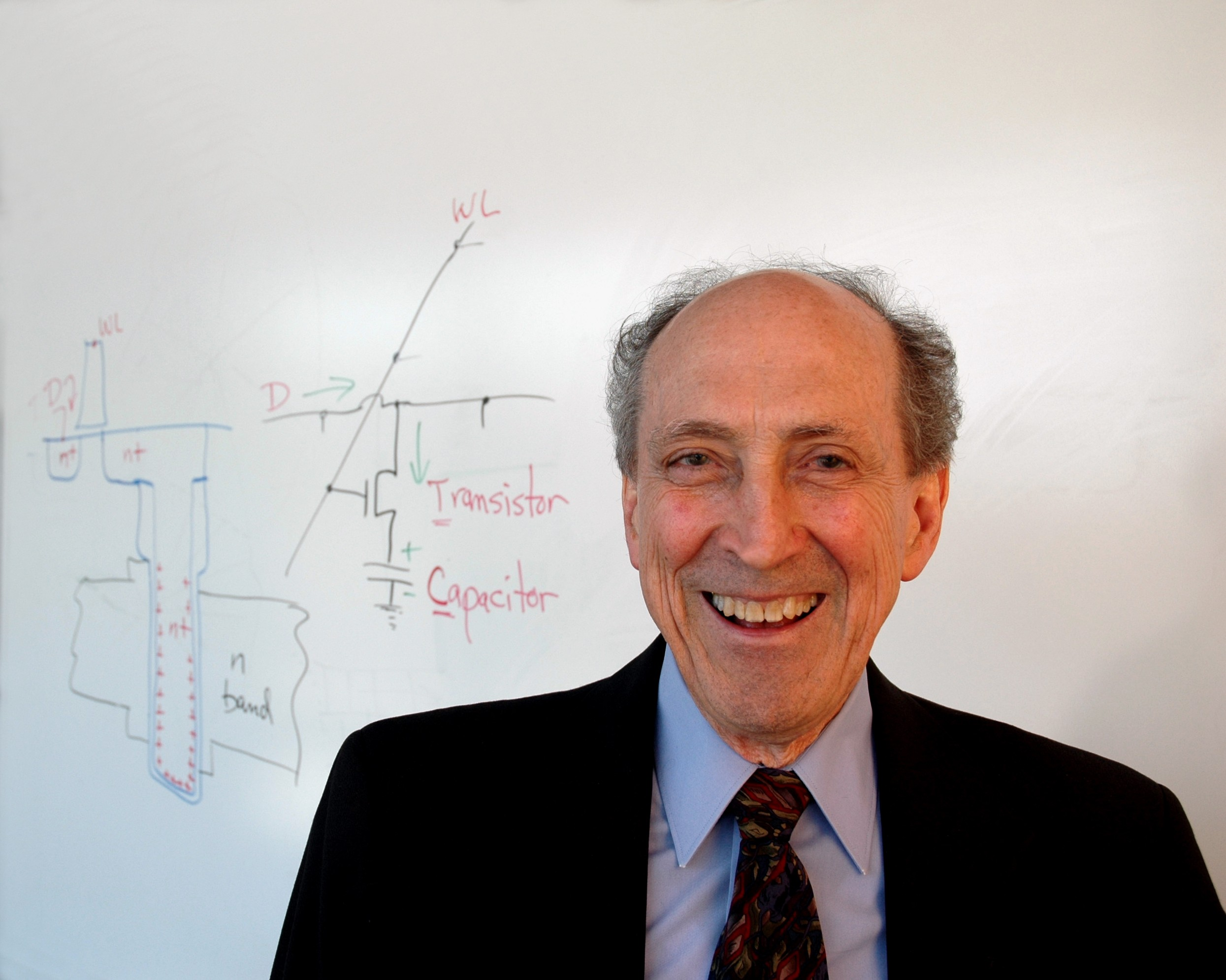
Robert Dennard met op de achtergrond schematisch zijn geheugencel

Robert Heath Dennard (Terrell (Texas), 5 september 1932 – Croton on Hudson (New York), 23 april 2024) was een Amerikaans ingenieur en de uitvinder van het dynamisch halfgeleidergeheugen (DRAM), zoals dat heden ten dage nog altijd in PC's en andere elektronische toestellen gebruikt wordt. Zijn uitvinding heeft een revolutie teweeggebracht in de elektronicawereld vooral nadat bleek dat daarmee door de verdere technologische ontwikkelingen zeer grote integratiedichtheden op de halfgeleiderschijf konden worden bereikt.

## Loopbaan
Opgegroeid op een boerderij zonder elektriciteit mocht hij, dankzij zijn talent als hoornblazer, studeren aan de Southern Methodist University in Dallas. Hij ontving er zijn BS- en MS-graad in 1954 en behaalde in 1958 de doctorstitel aan de Carnegie Institute of Technology in Pittsburgh, tegenwoordig de Carnegie Mellon University genoemd. Tijdens zijn professioneel leven werkte hij als onderzoeker bij IBM en meer bepaald vanaf 1963 bij het Thomas J. Watson Research Center in New York.
Op het einde van 1966 was Dennard, die toen onderzoek deed naar hoge dichtheidsgeheugens, aanwezig op een interne conferentie van IBM waarop alle projecten van de onderzoeksdivisie de revue moesten passeren. Een van de projecten ging over een magnetische dunnefilmgeheugencel, waarmede hoge dichtheden van verschillende honderdduizenden bits konden worden gemaakt en waarbij iedere cel zich op de kruising van slechts 2 geleiderbanen bevond. Hij was zo onder de indruk van dit project, dat dit hem op het idee bracht om hetzelfde schema toe te passen op de dynamische halfgeleidergeheugens waarmede hij bezig was en die op dat moment bestonden uit cellen van 3 tot 4 transistoren en een ladingsopslag in parasitaire capaciteiten.
Op 14 juli 1967 werd er door IBM op zijn naam een Amerikaans octrooi aangevraagd, dat op 4 juni 1968 gepubliceerd werd, en waarin een geheugencel werd beschreven, die slechts uit 2 componenten bestond, een veldeffect transistor en een MOS condensator, die als hij geladen is een "0" of een "1" voorstelt of nog anders gezegd die één informatiebit kon opslaan. De transistor werd zowel gebruikt voor het laden van de condensator tijdens het schrijven als voor de ondervraging van zijn ladingstoestand tijdens het lezen. Verder waren er voor deze operaties slechts 2 geleiderbanen nodig, de zogenaamde bitlijn en woordlijn. Door deze opstelling kon iedere geheugencel in een matrix afzonderlijk worden geadresseerd. Omdat de condensator onvermijdelijk zijn lading verliest moet zijn ladingstoestand regelmatig worden herschreven. Dit proces wordt regeneratie genoemd.
Hiermede was de 1-transistor-halfgeleidergeheugencel (1T-1C cel) geboren.
Nadien, in 1974, werd door de onderzoeksgroep van Dennard een procedure geformuleerd om de bestaande 1-T-cel kleinschaliger te maken wat er toe leidde dat de integratiedichtheid, de snelheid en het energiegebruik konden worden verbeterd.
Vanaf 1970 kwamen er snel vier generaties DRAMs op de markt met respectievelijke capaciteiten van 1Kbit, 4Kbit, 16Kbit en 64Kbit. Dit betekent dat de integratiedichtheid elke 3 jaar met een factor 4 toenam. Het halfgeleideroppervlak ingenomen door een bit verminderde elk jaar met 25%. Dit was beter dan de wet van Moore voorspelde. Eind 1984 zag, mede dankzij de verbetering van de lithografische technieken, de vijfde generatie met een capaciteit van 256Kbit het licht, wat een uitzonderlijke prestatie was voor die tijd. Het einde van deze ontwikkeling, die weliswaar nu trager verloopt, is echter nog niet in zicht.
Voor zijn werk kreeg Dennard de IEEE Edison Medal (2001), de IEEE Medal of Honor (2009) en in 1988 de US National Medal of Technology. In 2007 ontving hij de Benjamin Franklin Medal in Electrical Engineering, in 2009 de Charles Stark Draper Prize van de National Academy of Engineering (NAE) en in 2013 werd hij de Kyoto Prijs Laureaat in Advanced Technology. In 2019 ontving hij de Robert N. Noyce Award.
Robert H. Dennard overleed in april 2024.